# حلقة بطيئة

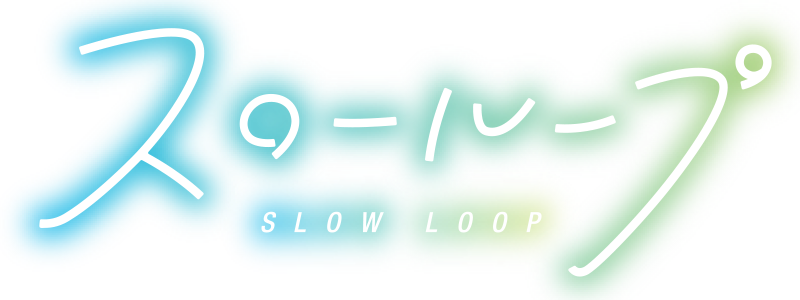
شعار سلسلة الأنمي Slow Loop

حلقة بطيئة (بالإنجليزية: Slow Loop) هي سلسلة مانغا يابانية نشرت في سبتمبر 2018 وتم جمعها في 5 تانكوبون ومن المقرر عرض مسلسل أنمي من إنتاج كونكت في يناير 2022.